# Seznam medailistů na mistrovství světa v běhu na 5000 m
Běh na 5000 metrů patří v kategorii mužů do programu mistrovství světa od prvního ročníku v roce 1983. Ženy tuto trať poprvé běžely na světovém šampionátu v roce 1995.

## Rekordmani mistrovství světa v atletice

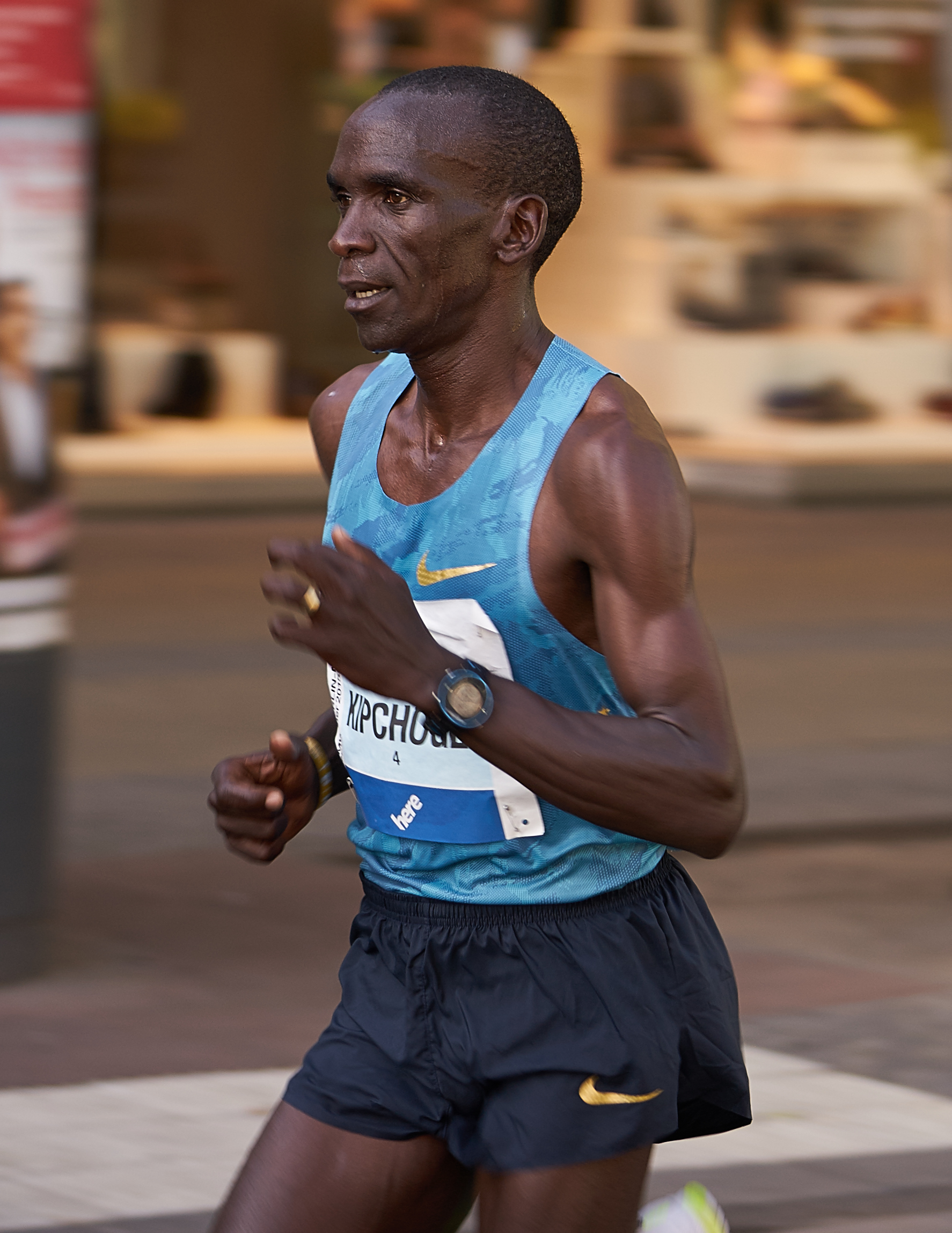
Muži -  Eliud Kipchoge
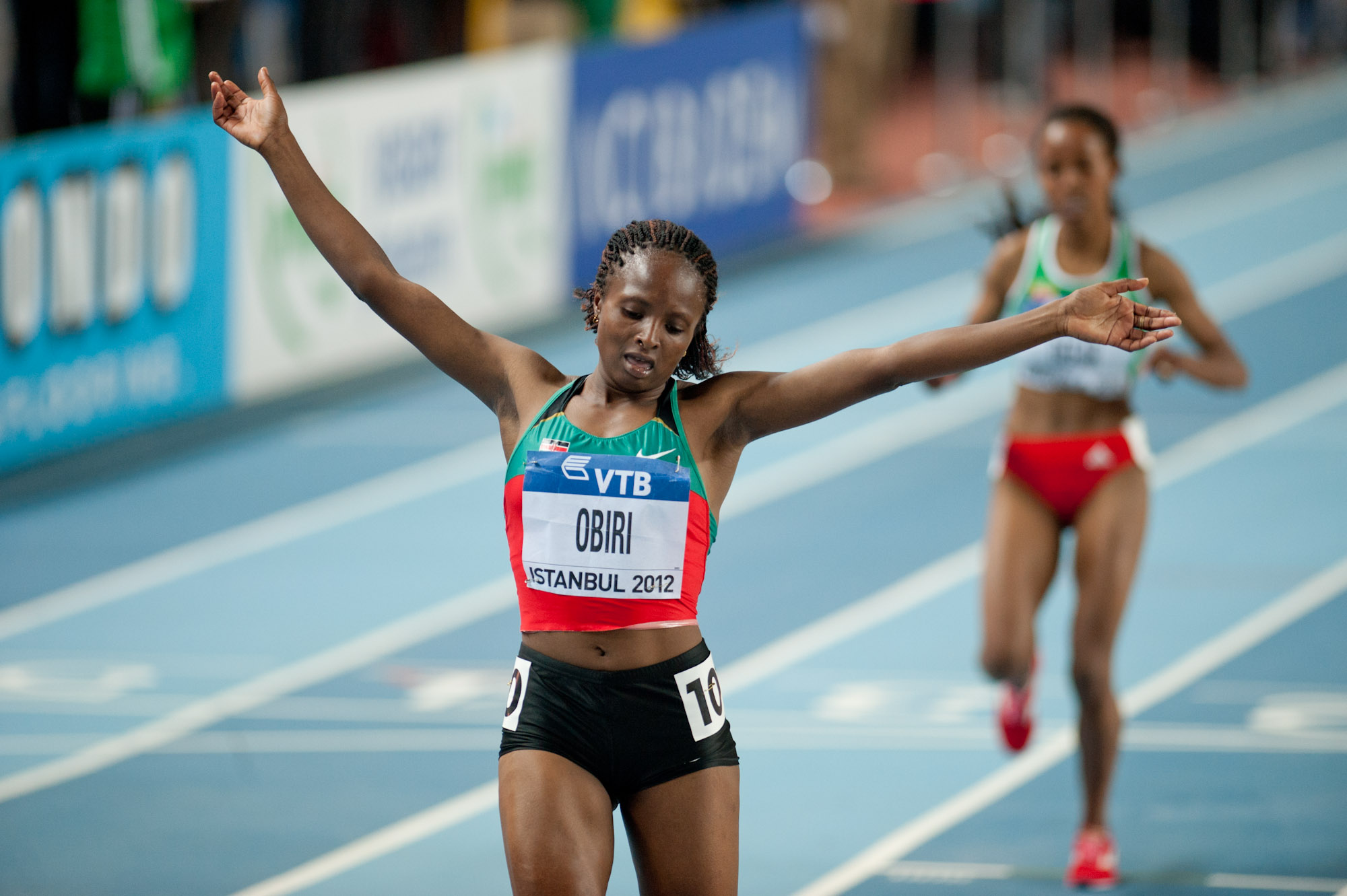
Ženy -  Hellen Obiriová

### Muži
| Rok     | Místo     | Zlato              | Výkon vítěze   | Stříbro               | Bronz                 |
| ------- | --------- | ------------------ | -------------- | --------------------- | --------------------- |
| MS 1983 | Helsinky  | Eamonn Coghlan     | 13:23,53       | Werner Schildhauer    | Martti Vainio         |
| MS 1987 | Řím       | Saïd Aouita        | 13:26,44       | Domingos Castro       | Jack Buckner          |
| MS 1991 | Tokio     | Yobes Ondieki      | 13:14,45       | Fita Bayesa           | Brahim Boutayeb       |
| MS 1993 | Stuttgart | Ismael Kirui       | 13:02,75       | Haile Gebrselassie    | Fita Bayesa           |
| MS 1995 | Göteborg  | Ismael Kirui       | 13:16,77       | Khalid Boulami        | Shem Kororia          |
| MS 1997 | Athény    | Daniel Komen       | 13:07,38       | Khalid Boulami        | Thomas Nyariki        |
| MS 1999 | Sevilla   | Salah Hissou       | 12:58,13       | Benjamin Limo         | Mohammed Mourhit      |
| MS 2001 | Edmonton  | Richard Limo       | 13:00,77       | Million Wolde         | John Kibowen          |
| MS 2003 | Paříž     | Eliud Kipchoge     | 12:52,79 – RMS | Hišám Al-Karúdž       | Kenenisa Bekele       |
| MS 2005 | Helsinky  | Benjamin Limo      | 13:32,55       | Sileši Sihine         | Craig Mottram         |
| MS 2007 | Ósaka     | Bernard Lagat      | 13:45,87       | Eliud Kipchoge        | Moses Ndiema Kipsiro  |
| MS 2009 | Berlín    | Kenenisa Bekele    | 13:17,10       | Bernard Lagat         | James Kwalia C'Kurui  |
| MS 2011 | Tegu      | Mohamed Farah      | 13:23,36       | Bernard Lagat         | Dejen Gebremeskel     |
| MS 2013 | Moskva    | Mohamed Farah      | 13:26,98       | Hagos Gebrhiwet       | Isiah Koech           |
| MS 2015 | Peking    | Mohamed Farah      | 13:50,38       | Caleb Mwangangi Ndiku | Hagos Gebrhiwet       |
| MS 2017 | Londýn    | Muktar Edris       | 13:32,79       | Mohamed Farah         | Paul Kipkemoi Chelimo |
| MS 2019 | Dauhá     | Muktar Edris       | 12:58,85       | Selemon Barega        | Mohamed Ahmed         |
| MS 2022 | Eugene    | Jakob Ingebrigtsen | 13:09,24       | Jacob Krop            | Oscar Chelimo         |
| MS 2023 | Budapešť  | Jakob Ingebrigtsen | 13:11,30       | Mohamed Katir         | Jacob Krop            |

### Ženy
od roku 1995

| Rok     | Místo    | Zlato               | Výkon vítěze   | Stříbro                    | Bronz                       |
| ------- | -------- | ------------------- | -------------- | -------------------------- | --------------------------- |
| MS 1995 | Göteborg | Sonia O'Sullivanová | 14:46,47       | Fernanda Ribeirová         | Zohra Ouaziz                |
| MS 1997 | Athény   | Gabriela Szabóová   | 14:57,68       | Roberta Brunetová          | Fernanda Ribeirová          |
| MS 1999 | Sevilla  | Gabriela Szabóová   | 14:41,82       | Zohra Quaziz               | Ayelech Worku               |
| MS 2001 | Edmonton | Olga Jegorovová     | 15:03,39       | Marta Domínguezová         | Ayelech Worku               |
| MS 2003 | Paříž    | Tiruneš Dibabaová   | 14:51,72       | Marta Domínguezová         | Edith Masasiová             |
| MS 2005 | Helsinky | Tiruneš Dibabaová   | 14:38,59       | Meseret Defarová           | Ejegayehu Dibabaová         |
| MS 2007 | Ósaka    | Meseret Defarová    | 14:57,91       | Vivian Cheruiyotová        | Priscah Jepleting Cheronová |
| MS 2009 | Berlín   | Vivian Cheruiyotová | 14:57,97       | Sylvia Jebiwott Kibetová   | Meseret Defarová            |
| MS 2011 | Tegu     | Vivian Cheruiyotová | 14:55,36       | Sylvia Jebiwott Kibetová   | Meseret Defarová            |
| MS 2013 | Moskva   | Meseret Defarová    | 14:50,19       | Mercy Cherono              | Almaz Ayanaová              |
| MS 2015 | Peking   | Almaz Ayanaová      | 14:26,83       | Senbere Teferiová          | Genzebe Dibabaová           |
| MS 2017 | Londýn   | Hellen Obiriová     | 14:34,86       | Almaz Ayanaová             | Sifan Hassanová             |
| MS 2019 | Dauhá    | Hellen Obiriová     | 14:26,72 – RMS | Margaret Chelimo Kipkemboi | Konstanze Klosterhalfenová  |
| MS 2022 | Eugene   | Gudaf Tsegayová     | 14:46,29       | Beatrice Chebetová         | Dawit Seyaumová             |
| MS 2023 | Budapešť | Faith Kipyegonová   | 14:53,88       | Sifan Hassanová            | Beatrice Chebetová          |